# Jurassic 5
Jurassic 5 é um grupo estadunidense de hip hop alternativo formado em 1993 na cidade de Los Angeles, Califórnia.

## Discografia
- Jurassic 5 (1998)
- Quality Control (2000)
- Power in Numbers (2002)
- 5 Alive (2003)
- Feedback (2005)